# Nahar ceceno
Il Nahar o il Naxar è il nome che i separatisti ceceni hanno scelto per la valuta della non riconosciuta Repubblica cecena di Ichkeria. 
Nel 1994 nel Regno Unito furono stampate banconote con i valori di 1, 3, 5, 10, 50, 100, 500 e 1000 nahar datate 1995. 
Questa valuta non è mai entrata in circolazione, e la maggior parte delle banconote erano conservate nella banca centrale di Grozny, che è stata distrutta dalle forze armate russe.